# Шиповатый мягкий скат
Шиповатый мягкий скат (лат. Malacoraja spinacidermis) — вид хрящевых рыб семейства ромбовых скатов отряда скатообразных. Обитают в северо-западной, северо-восточной и юго-восточной Атлантике между 64° с. ш. и 36° ю. ш. Встречаются на глубине до 1568 м. Их крупные, уплощённые грудные плавники образуют диск в виде ромба. Максимальная зарегистрированная длина 70 см. Откладывают яйца. Не являются объектом целевого промысла.

## Таксономия
Впервые вид был научно описан в 1923 году. Видовой эпитет происходит от слов лат. sentis — «шиповник», лат. spinus — «шип» и др.-греч. δέρμα — «шкура». Голотип представляет собой самку длиной 60 см.

## Ареал
Эти батидемерсальные скаты обитают у берегов Канады, Фарерских островов, Исландии, Намибии и ЮАР. Встречаются на материковом склоне на глубине 450—1568 м, у побережья Африки в диапазоне 100—1350 м при температуре 3—4,5 °C. Взрослые скаты, как правило, держатся глубже 1500 м, молодые попадаются до 450 м.

## Описание
Широкие и плоские грудные плавники этих скатов образуют ромбический диск с треугольным рылом и закруглёнными краями. На вентральной стороне диска расположены 5 жаберных щелей, ноздри и рот. На тонком хвосте имеются латеральные складки. У этих скатов 2 редуцированных спинных плавника и редуцированный хвостовой плавник. Диск очень широкий, почти в форме пятиугольника. Дорсальная поверхность светлая, серого цвета, вентральная тёмная, коричневая, иногда со светлыми пятнами. Максимальная зарегистрированная длина 70 см.

## Биология
Откладывают яйца, заключённые в жёсткую роговую капсулу с выступами на концах. Эмбрионы питаются исключительно желтком. Наименьшая свободноплавающая особь, пойманная у берегов Канады, имела в длину 10 см. Рацион в основном состоит из ракообразных.

## Взаимодействие с человеком
Шиповатый мягкий скат не является объектом целевого промысла. Попадается в качестве прилова. Международный союз охраны природы присвоил виду охранный статус «Вызывающий наименьшие опасения».